# Dialarnaca roseola
Dialarnaca roseola är en insektsart som beskrevs av Andrej Vasiljevitj Gorochov 2005. Dialarnaca roseola ingår i släktet Dialarnaca och familjen Gryllacrididae. Inga underarter finns listade i Catalogue of Life.